# 侯惠民
侯惠民（1940年10月13日—），汉族，中华人民共和国药物制剂专家，第十一届全国政协委员。

## 生平
担任上海医药工业研究院药物制剂国家工程研究中心主任。1996年，当选为中国工程院院士。2008年，当选第十一届全国政协委员，代表无党派人士，分入第十五组。